# Långtjärnen (Indals socken, Medelpad, 694293-155832)
Långtjärnen är en sjö i Sundsvalls kommun i Medelpad och ingår i Indalsälvens huvudavrinningsområde.